# 中村妃智
中村妃智（日语：／ Nakamura Kisato，1993年1月7日—），日本女子自行车运动员。她曾代表日本参加2014年和2018年亚洲运动会自行车比赛，其中2018年亚运会获得一枚铜牌。她也曾参加2020年夏季奥林匹克运动会。